# Norra Hestra socken
Norra Hestra socken i Småland, före 1887 även del i Västergötland, ingick i Mo härad (före 1887 även del i Kinds härad), ingår sedan 1974 i Gislaveds kommun och motsvarar från 2016 Norra Hestra distrikt.
Socknens areal är 38,29 kvadratkilometer, varav land 36,18. År 2000 fanns här 1 642 invånare. Tätorten Hestra med sockenkyrkan Norra Hestra kyrka ligger i socknen. 

## Administrativ historik
Norra Hestra socken har medeltida ursprung. Före den 1 januari 1886 (ändring enligt beslut den 17 april 1885) var namnet Hestra socken.
Före 1887 hörde Bönabo till Kinds härad i Älvsborgs län.
Vid kommunreformen 1862 övergick socknens ansvar för de kyrkliga frågorna till Norra Hestra församling och för de borgerliga frågorna till Norra Hestra landskommun.  Landskommunen uppgick 1952 i Södra Mo landskommun och 1974 uppgick detta område i Gislaveds kommun. Församlingen utökades 2010.
1 januari 2016 inrättades distriktet Norra Hestra, med samma omfattning som församlingen hade 1999/2000.  
Socknen har tillhört samma fögderier och domsagor som Mo härad. De indelta soldaterna tillhörde Jönköpings regemente, Mo härads kompani och Smålands grenadjärkår, Jönköpings kompani.

## Geografi
Norra Hestra socken ligger väster om Nissan. Socknen är en starkt kuperad skogsbygd som i Isaberg når 308 meter över havet.

## Fornlämningar
Känt från socknen är en stenåldersboplats samt en hällkista och några gravrösen från bronsåldern och äldre järnåldern.

## Namnet
Namnet (1383 Heestra) kommer från kyrkbyn. Namnet är plural av hester, 'skottskog,småskog'.
Socknen benämndes före 1 januari 1886 Hestra socken.

### Fotnoter
1. 1 2  Svensk Uppslagsbok andra upplagan 1947–1955: Norra+Hestra socken
2. 1 2  Harlén, Hans; Harlén Eivy (2003). Sverige från A till Ö: geografisk-historisk uppslagsbok. Stockholm: Kommentus. Libris 9337075. ISBN 91-7345-139-8
3. ↑  SCB folkräkningen 1890 andra delen Arkiverad 24 september 2015 hämtat från the Wayback Machine. sida 22 anm. till Jönköpings län not 1
4. ↑  ”Församlingar”. Statistiska centralbyrån. https://www.scb.se/hitta-statistik/regional-statistik-och-kartor/regionala-indelningar/forsamlingar/. Läst 30 december 2022.
5. ↑  Administrativ historik för Norra%20Hestra socken (Klicka på församlingsposten). Källa: Nationella arkivdatabasen, Riksarkivet.
6. ↑  Indelta soldater, torp och rotar i Jönköpings län Arkiverad 24 januari 2012 hämtat från the Wayback Machine. Jönköpingsbygdens Genealogiska Förening
7. 1 2  Sjögren, Otto (1931). Sverige geografisk beskrivning del 2 Östergötlands, Jönköpings, Kronobergs, Kalmar och Gotlands län. Stockholm: Wahlström & Widstrand. Libris 9939
8. 1 2  Nationalencyklopedin
9. ↑  Fornlämningar, Statens historiska museum: Norra Hestra socken
10. ↑  Fornminnesregistret, Riksantikvarieämbetet: Norra Hestra socken Fornminnen i socknen erhålls på kartan genom att skriva in sockennamn (utan "socken") i "Ange geografiskt område"
11. ↑  Mats Wahlberg, red (2003). Svenskt ortnamnslexikon. Uppsala: Institutet för språk och folkminnen. Libris 8998039. ISBN 91-7229-020-X. https://isof.diva-portal.org/smash/get/diva2:1175717/FULLTEXT02.pdf